# Anthela flavala
Anthela flavala is een vlinder uit de familie van de Anthelidae. De wetenschappelijke naam van de soort is voor het eerst geldig gepubliceerd in 1903 door Charles Swinhoe.